# Русское географическое общество
Ру́сское географи́ческое о́бщество (сокр. РГО, Всеросси́йская обще́ственная организа́ция «Ру́сское географи́ческое о́бщество», ВОО «РГО») — географическое общество (общественная организация) России, основанное 6 (18) августа 1845 года. Одно из старейших географических обществ мира после Парижского (1821), Берлинского (1828) и Лондонского (1830).

## Цели и задачи общества
Главная задача Русского географического общества (РГО) — сбор и распространение достоверных географических сведений. Научные экспедиции РГО сыграли большую роль в исследовании и освоении Сибири, Дальнего Востока, Средней и Центральной Азии, Мирового океана, в развитии мореплавания, открытии и изучении новых земель, в становлении метеорологии и климатологии. С этими экспедиционными исследованиями связаны имена известных путешественников, членов РГО, таких как Николай Северцов, Иван Мушкетов, Николай Пржевальский, Михаил Певцов, Пётр Семёнов-Тян-Шанский, Владимир Обручев, Пётр Козлов, Николай Миклухо-Маклай, Лев Берг и других.

«Основная идея учредителей Общества — привлечь к изучению родной земли и людей её обитающих все лучшие силы русской земли.»— Пётр Петрович Семёнов-Тян-Шанский (1827—1914), русский географ, путешественник и государственный деятель.
Начиная с 1950-х годов представители Общества участвуют в работе учреждённого Академией наук СССР Национального комитета советских географов (сейчас — Национальный комитет российских географов), действующего при Институте географии АН СССР. С 1956 года РГО входит в Международный географический союз.
Членами РГО являются более 27 800 человек в России и за рубежом, достигших 18-летнего возраста, владеющих разными профессиями, увлечённых географией и природой России, экспедициями, путешествиями и новыми открытиями. Региональные отделения РГО действуют во всех 89 субъектах Российской Федерации.

## История

### Официальные названия
За время своего существования общество неоднократно меняло название:
- 1845—1850 — Русское географическое общество (РГО)
- 1850—1917 — Императорское Русское географическое общество (ИРГО)
- 1917—1925 — Русское географическое общество (РГО)
- 1925—1939 — Государственное географическое общество (ГГО)
- 1940—1992 — Географическое общество СССР или Всесоюзное географическое общество (ВГО)[8]
- 1992—1995 — Русское географическое общество (РГО)[9]
- 1995 — н. в. — Всероссийская общественная организация «Русское географическое общество» (ВОО «РГО»)

### Учреждение общества
6 (18) августа 1845 года Высочайшим повелением Императора Всероссийского Николая I было утверждено представление министра внутренних дел Российской империи графа Льва Алексеевича Перовского о создании в Санкт-Петербурге Русского Географического Общества (впоследствии, с 28 декабря 1849 года, «Императорское Русское Географическое Общество»).
Идея создания Общества принадлежала воспитателю будущего первого председателя РГО Великого князя Константина Николаевича адмиралу, будущему президенту Императорской Академии наук Фёдору Петровичу Литке. 7 (19) октября 1845 года в конференц-зале Императорской Академии наук и художеств состоялось первое общее собрание действительных членов РГО, избравшее Совет общества. Ф. П. Литке, открывая собрание, говорил: «Наше отечество, простираясь по долготе более чем на полуокружность Земли, представляет само по себе особую часть света со всеми свойственными такому огромному протяжению различиями в климатах, явлениях органической природы и т. д. и такие совершенно особые условия указывают прямо, что главным предметом Русского географического общества должно быть возделывание географии России». Задачей Общества с первых дней его деятельности было «собрать и направить лучшие молодые силы России на всестороннее изучение родной земли».
Среди учредителей РГО были знаменитые мореплаватели адмиралы Ф. П. Литке, И. Ф. Крузенштерн, Ф. П. Врангель, П. И. Рикорд; члены Петербургской Академии наук естествоиспытатель К. М. Бэр, астроном В. Я. Струве, геолог Г. П. Гельмерсен, статистик П. И. Кёппен; видные военные деятели (бывшие и действующие офицеры Генерального штаба) генерал-фельдмаршал Ф. Ф. Берг, генерал-майор М. П. Вронченко и генерал от инфантерии М. Н. Муравьёв-Виленский.
Среди членов-учредителей Общества также были географ и статистик К. И. Арсеньев, директор департамента сельского хозяйства Министерства внутренних дел А. И. Лёвшин, путешественник П. А. Чихачёв, лингвист, этнограф, личный секретарь и чиновник по особым поручениям министра внутренних дел В. И. Даль, оренбургский генерал-губернатор В. А. Перовский, литератор и меценат князь В. Ф. Одоевский.

### Начало деятельности
Русское географическое общество задумывалось как географо-статистическое, при Министерстве внутренних дел Российской империи, однако повелением императора было названо Географическим. Первоначальное финансирование Общества было государственным и составляло 10 тысяч рублей в год, впоследствии значительный вклад в финансирование предприятий Русского географического общества внесли меценаты.
Старший брат Михаила Вронченко, министр финансов Российской империи Фёдор Вронченко добился выделения Обществу 10 тысяч рублей серебром, а также преподнёс в дар библиотеке РГО несколько книг.
Вот как охарактеризовал сущность Русского географического общества его многолетний вице-председатель, знаменитый географ, путешественник и государственный деятель Пётр Петрович Семёнов-Тян-Шанский: «Свободная и открытая для всех, кто проникнут любовью к родной земле и глубокой, несокрушимой верой в будущность Русского государства и русского народа, корпорация».
С самого начала своего существования Русское географическое общество развернуло обширную экспедиционную и просветительскую деятельность. Оно внесло крупнейший вклад в изучение Европейской России, Урала, Сибири, Дальнего Востока, Средней и Центральной Азии, Кавказа, Ирана, Индии, Новой Гвинеи, полярных стран и других территорий. Эти исследования связаны с именами известных путешественников Н. А. Северцова, И. В. Мушкетова, П. А. Кропоткина, И. Д. Черского, Н. М. Пржевальского, Г. Н. Потанина, М. В. Певцова, Г. Е. и М. Е. Грумм-Гржимайло, П. П. Семёнова-Тян-Шанского, В. А. Обручева, П. К. Козлова, Н. Н. Миклухо-Маклая, А. И. Воейкова, Ю. М. Шокальского, Ф. Ф. Берга, Валиханова Ч.Ч и многих других. Очень тесно сотрудничали с РГО военные и гражданские чиновники Военно-топографического Депо Главного штаба российской императорской армии и Корпуса военных топографов. Другой важной традицией РГО была связь с Военно-Морским Флотом. В числе действительных членов Общества было немало адмиралов и морских офицеров: П. Ф. Анжу, В. С. Завойко, Л. А. Загоскин, П. Ю. Лисянский, Ф. Ф. Матюшкин, Г. И. Невельской, К. Н. Посьет, Е. В. Путятин и другие. Членами Общества были художник-маринист И. К. Айвазовский и баталист В. В. Верещагин.
Общество быстро охватило своими подразделениями всю Россию. В 1851 году открылись два первых региональных отдела — Кавказский в Тифлисе и Сибирский в Иркутске, затем были созданы отделы: Оренбургский, Северо-Западный в Вильне, Юго-Западный в Киеве, Западно-Сибирский в Омске, Приамурский в Хабаровске, Туркестанский в Ташкенте. Они проводили обширные исследования своих регионов.
В императорский период своей деятельности Общество выполняло роль площадки для неформального диалога между ведомствами, проводившими картографические, статистические и исследовательские работы: «В его (Общества) среде начальники различных государственных учреждений, занимавшихся картографией России, сходились для обсуждения предметов их занятий».

#### Структура
- Отделение физической географии
- Отделение математической географии
- Отделение статистики
- Отделение этнографии
- Политико-экономический комитет
- Комиссия по изучению Арктики
- Сейсмическая комиссия

Создание постоянной комиссии Императорского Русского географического общества (ИРГО) по изучению Арктики позволило систематизировать экспедиционную деятельность и обобщить полученные уникальные сведения о природе, геологии и этнографии Крайнего Севера. Были проведены всемирно известные Чукотская, Якутская и Кольская экспедиции. Отчёт об одной из арктических экспедиций общества заинтересовал великого учёного Д. И. Менделеева, разработавшего несколько проектов освоения и исследования Арктики.
Русское географическое общество стало одним из организаторов и участников Первого Международного полярного года, в ходе которого Обществом были созданы автономные полярные станции в устье Лены и на Новой Земле.
Сейсмическая комиссия Русского географического общества была создана в 1887 году, после сильного землетрясения в городе Верном (Алма-Ата). Комиссия была создана по инициативе и при деятельном участии И. В. Мушкетова.
5 марта 1912 года Советом Императорского Русского Географического общества было утверждено положение о Постоянной природоохранительной комиссии.

### Численность членов РГО
Помимо непосредственных руководителей Российской империи и членов царской семьи активными членами Географического общества в разные годы были более 100 министров, губернаторов, членов Государственного Совета и Сената. Многим из них добиться столь высоких результатов помогла именно плодотворная работа в Географическом обществе: это восстановивший престиж русской армии после поражения в Крымской войне Д. А. Милютин, получивший пост Оренбургского губернатора благодаря выдающимся азиатским исследованиям Я. В. Ханыков, сенатор и академик В. П. Безобразов и многие другие.
Общественное мнение тех лет формировали члены Русского географического общества Митрополит московский Филарет и епископ Нижегородский Иаков, книгоиздатели Альфред Девриен и Адольф Маркс, редакторы крупнейших российских и зарубежных газет Э. Э. Ухтомский и Дональд Маккензи Уоллес.
К 1917 г. Общество насчитывало около тысячи членов. После революционных событий их число сократилось. В послевоенный период был зафиксирован быстрый рост: если в 1940 году в Обществе состояло 745 человек, то в 1987 году количество членов достигло более 30 тысяч, то есть выросло почти в 40 раз. Всесоюзное географическое общество в то время являлось наиболее многочисленной организацией среди научных сообществ в составе АН СССР.
В 1990—2000-х годах численность членов РГО сократилась до примерно 9 тысяч. После реорганизации Общества в 2009 г. число членов Общества вновь стало расти и к августу 2020 г. составило 23 740 человек.

### Меценаты Общества
Крупнейшими благотворителями, направлявшими значительные средства на деятельность Общества, были: купец П. В. Голубков, который финансировал исследования Средней Азии, издание карт, Камчатскую экспедицию, известный табачный фабрикант, коммерции-советник В. Г. Жуков, активно поддерживавший подготовку сочинений по статистике России, его именем была названа одна из престижнейших премий ИРГО — Жуковская, золотопромышленник С. Ф. Соловьёв, пожертвовавший полпуда золота на Сибирскую экспедицию, а также Почётный гражданин Н. В. Голиков, граф Эмерик Гуттен-Чапский, Почётный гражданин Турубаев, М. К. Сидоров и многие другие. Особое место среди меценатов Русского географического общества занимают золотопромышленники Сибиряковы, финансировавшие целый ряд экспедиционных и просветительских проектов Общества.
Заслуживает внимания тот факт, что Русское географическое общество работало над «Великими реформами» Александра II. Значительную роль в их подготовке и проведении сыграли члены ИРГО Я. И. Ростовцев, Н. А. Милютин, Е. И. Ламанский. А многолетний Вице-председатель РГО П. П. Семёнов-Тян-Шанский считал главным делом своей жизни именно эту работу, а не знаменитые путешествия, научные труды или собранную им уникальную коллекцию голландской живописи.
К 1917 году ИРГО насчитывало 11 отделов (включая штаб-квартиру в Санкт-Петербурге), два подотдела и четыре отделения. В основном, они были сосредоточены в малоисследованных окраинах Российской Империи: в Сибири, на Дальнем Востоке, в Средней Азии и на Кавказе.
В советское время работа Общества изменилась: до 1917 года РГО фактически обладало монополией на проведение географических экспедиций. В дальнейшем эта функция перешла к Академии наук, а Общество сосредоточилось на относительно небольших, но глубоких и всесторонних региональных исследованиях, а также крупных теоретических обобщениях. Значительно расширилась география региональных отделений: по состоянию на 1989—1992 гг. в ГО СССР работало Центральное отделение (в Ленинграде) и 14 республиканских отделений. В РСФСР насчитывалось 18 филиалов, два бюро и 78 отделов. В 14 региональных отделениях было восемь филиалов и 56 отделов.
В XX в. по инициативе видного члена РГО, знаменитого учёного, государственного и общественного деятеля В. И. Вернадского была создана Комиссия по изучению естественных производительных сил, впоследствии значительно расширившая свои полномочия и сыгравшая важную роль в индустриализации нашей страны, её превращении в ведущую промышленную державу. Эта организация создавалась для практического применения огромного багажа знаний о России, накопленного отечественными географами. Ведущие роли в нём играли такие выдающиеся деятели РГО, как В. Л. Комаров, Н. Н. Колосовский, Н. И. Андрусов, А. П. Карпинский, А. Е. Ферсман.
Русским географическим обществом были заложены и основы отечественного заповедного дела, идеи первых российских особо охраняемых природных территорий (ООПТ) рождались в рамках Постоянной природоохранительной комиссии ИРГО, создателем которой был академик И. П. Бородин.
При содействии Русского географического общества в 1918 году было создано первое в мире высшее учебное заведение географического профиля — Географический институт.
В 1919 году одним из наиболее известных членов Общества В. П. Семёновым-Тян-Шанским был основан первый в России географический музей.
В советский период Общество активно развивало новые направления деятельности, связанные с пропагандой географических знаний: учреждена комиссия соответствующей направленности, открыто Консультативное бюро под руководством Л. С. Берга, начал свою работу знаменитый лекторий им. Ю. М. Шокальского.

### Покровители и попечители Общества
- Николай I.
- Александр II, Покровитель (13 (25) января 1871 — 1 (13) марта 1881)[15].
- Александр III, Покровитель (25 мая (6 июня) 1881 — 20 октября (1 ноября) 1894)[15].
- Николай II, Покровитель (22 декабря 1894 (3 января 1895) — 1917)[15].
- В. В. Путин, Председатель Попечительского Совета (с 18.11.2009 — н. в.)[16].

## Устав Общества
Русское географическое общество — единственная в России общественная организация, непрерывно существующая с момента создания в 1845 году. Уставы РГО убедительно демонстрируют юридически безупречную правопреемственность общества на всём протяжении его 175-летней истории. Первый устав Императорского Русского географического общества был утверждён Николаем I 28 декабря 1849 (9 января 1850) года.
Ныне действующий Устав утверждён XV Съездом Общества 7 ноября 2014 года.

## Управление Обществом
В разные годы Русским географическим обществом руководили представители Российского Императорского дома, знаменитые путешественники, исследователи и государственные деятели.

### Председатели и президенты
Руководители общества, звания и должности на момент назначения:
1. 1845 — Великий князь Константин Николаевич, председатель
2. 1892 — Великий князь Николай Михайлович, председатель
3. 1917 — океанограф Ю. М. Шокальский, председатель
4. 1931 — академик АН СССР Н. И. Вавилов, президент
5. 1940 — чл.-корр. АН СССР Л. С. Берг, президент[19]
6. 1952 — академик АН СССР Е. Н. Павловский, президент[20]
7. 1964 — чл.-корр. АН СССР С. В. Калесник, президент
8. 1977 — чл.-корр. АН СССР А. Ф. Трёшников, президент
9. 1992 — профессор С. Б. Лавров, президент
10. 2000 — профессор Ю. П. Селивёрстов, президент
11. 2002 — адмирал А. А. Комарицын, президент
12. 2009 — министр С. К. Шойгу, президент.

Почётные президенты
- 1931—1940 — Ю. М. Шокальский
- 1940—1945 — В. Л. Комаров
- 1947—1956 — В. А. Обручев
- 2000— н. в. — В. М. Котляков

### Вице-председатели (вице-президенты)
- 1850 — М. Н. Муравьёв (вице-председатель)
- 1857 — Ф. П. Литке (вице-председатель)
- 1873 — П. П. Семёнов (вице-председатель)
- 1914 — Ю. М. Шокальский (вице-председатель)
- 1917 — Н. Д. Артамонов (вице-председатель)
- 1920 — Г. Е. Грумм-Гржимайло (вице-председатель)
- 1931 — Н. Я. Марр (с 1931 года заместители руководителя стали называться вице-президентами)
- 1932 — должность оставалась вакантной
- 1938 — И. Ю. Крачковский
- 1942 — З. Ю. Шокальская (и. о. вице-президента)
- 19?? — ?
- 1952 — С. В. Калесник
- 1964 — А. Ф. Трёшников
- 1977 — С. Б. Лавров
- 1992 — Ю. П. Селивёрстов
- 2000 — А. А. Комарицын
- 2002 — Н. С. Касимов
- 2005 — Н. С. Касимов
- 2009 — Н. С. Касимов
- 2010 — А. Н. Чилингаров (первый вице-президент); Н. С. Касимов (первый вице-президент); А. А. Чибилёв; П. Я. Бакланов; К. В. Чистяков;

### Руководители аппарата
Руководители аппарата (помощники председателя, учёные секретари, исполнительные директора)
- 1845—1850 — Ф. П. Литке (помощник председателя)
- зимой 1846/1847 — П. Н. Фус (и. о. помощника председателя)
- 1850—1854 — К. И. Арсеньев (помощник председателя)
- 1854—1857 — К. И. Лёвшин (помощник председателя)
- 1857—1865 — Е. П. Ковалевский (помощник председателя)
- 1865—1873 — К. И. Лёвшин (помощник председателя)
- 1873—1877 — Ю. А. Гагемейстер (помощник председателя)
- 1877—1882 — Ф. Р. Остен-Закен (помощник председателя)
- 1882—1886 — О. Э. Штубендорф (помощник председателя)
- 1886—1889 — Ф. Р. Остен-Закен (помощник председателя)
- 1889—1897 — И. И. Стебницкий (помощник председателя)
- 1897—1899 — А. А. Тилло (помощник председателя)
- 1900—1908 — М. И. Рыкачёв (помощник председателя)
- 1908—1908 — А. В. Григорьев (помощник председателя)
- 1908—1912 — В. О. Струве (помощник председателя)
- 1912—1917 — Н. Д. Артамонов (помощник председателя)
- — Е. Е. Воронов (учёный секретарь)
- — И. Л. Клеопов (учёный секретарь)
- — Л. И. Сенчура (учёный секретарь)
- — Б. И. Кошечкин (учёный секретарь)
- ????—1988 — В. З. Родионов (учёный секретарь)
- 1988—2009 — А. О. Бринкен (учёный секретарь)
- 2009—2011 — М. В. Игнатова (исполнительный директор)
- 2011—2012 — Л. Е. Овчинникова (исполнительный директор)
- 2012—2014 — Г. Д. Олейник (исполнительный директор)
- с 10 ноября 2014 — А. А. Манукян (исполнительный директор)

### Руководящие органы
Согласно ныне действующему Уставу (раздел 5), в структуру руководящих органов Общества входят: Съезд, Попечительский Совет, Медиа-совет, Управляющий совет, Учёный совет, Совет Старейшин, Совет регионов, Президент Общества, Исполнительная дирекция и Ревизионная комиссия.
Функционируют штаб-квартиры в Москве и Санкт-Петербурге.
Съезды Общества
- 1933 — Всесоюзный съезд географов (Ленинград)
- 1947 — I (Ленинград)
- 1955 — II (Москва)
- 1960 — III (Киев)
- 1964 — IV (Москва)
- 1970 — V (Ленинград)
- 1975 — VI (Тбилиси)
- 1980 — VII (Фрунзе)
- 1985 — VIII (Киев)
- 1990 — IX (Казань)
- 1995 — X, юбилейный (Санкт-Петербург)
- 2000 — XI (Архангельск)
- 2005 — XII (Кронштадт)
- 2009 — XIII, внеочередной (Москва)
- 2010 — XIV (Санкт-Петербург)
- 2014 — XV (Москва)
- 2020 — XVI (заочный)

Медиа-совет
Совместно с ВГТРК РГО основало телевизионный проект «Моя планета».
В 2010 году телеканал «Моя планета» стал победителем премии «Золотой луч» в номинации «Лучший познавательный телеканал года».
Существует программа Русского географического общества на «Радио Маяк».
Управляющий совет
Учёный совет
Совет старейшин
Совет регионов
Исполнительная дирекция
Создана в 2009 году, находится в Москве.
Ревизионная комиссия

## Региональные отделения
| Отделы Императорского русского географического общества | Отделы Императорского русского географического общества | Отделы Императорского русского географического общества | Отделы Императорского русского географического общества | Отделы Императорского русского географического общества |
| Отдел                                                   | Год основания                                           | Расположение                                            | Примечания |                                                         |
| ------------------------------------------------------- | ------------------------------------------------------- | ------------------------------------------------------- | --- | ------------------------------------------------------- |
| Кавказский                                              | 1850                                                    | Тифлис                                                  | Деятельность Кавказского отдела началась в марте 1851 года. Одним из основоположников деятельности отдела стал помощник председателя Тифлисского отдела Н.В. Ханыков.                                                                                          |                                                         |
| Сибирский                                               | 1851                                                    | Иркутск                                                 | В 1861 году отдел переименован в Восточно-Сибирский. В 1901 году в Красноярске образован Красноярский Подотдел. |                                                         |
| Оренбургский                                            | 1867                                                    | Оренбург                                                | Отдел создан при содействии ген-губ. Н.А. Крыжановского |                                                         |
| Северо-Западный                                         | 1867                                                    | Вильно                                                  | Отдел открыт при содействии И. П. Корнилова и функционировал до 1876 года. Деятельность отдела была возобновлена с января 1910 года по инициативе Г.В. Левицкого                                                                                               |                                                         |
| Юго-западный                                            | 1873                                                    | Киев                                                    | Отдел открыт при активном участии П. П. Чубинского, закрыт в 1876 году. |                                                         |
| Западно-сибирский                                       | 1877                                                    | Омск                                                    | Отдел образован из Общества исследователей Западной Сибири, возникшего в 1868 году, при содействии ген-губ. Н.Г. Казнакова. В 1902 году в Барнауле образован Алтайский Подотдел из Общества любителей исследования Алтая, основанного в 1861 году.             |                                                         |
| Приамурский                                             | 1894                                                    | Хабаровск                                               | Организатор отдела С.М. Духовский. В 1894 году в отдел вошло Владивостокское Общество изучения Амурского края и Троицкосавско-Кяхтинское отделение, в 1904 году образовано Читинское отделение, в 1916 году — Южно-Уссурийское отделение в Никольск-Уссурийске |                                                         |
| Туркестанский                                           | 1895                                                    | Ташкент                                                 | Отдел образован при содействии ген-губ. А.Б. Вревского |                                                         |
| Якутский                                                | 1913                                                    | Якутск                                                  | Отдел открыт при содействии губ. И.И. Крафта |                                                         |

До Октябрьской революции 1917 года Русское географическое общество насчитывало 11 отделов и подотделов, около 1 тыс. членов.
В советский период в 1970-х годах Географическое общество состояло из 14 географических обществ союзных республик, 15 филиалов в РСФСР и около 100 отделов. Президиум и центральное отделение находились в Ленинграде. К 1971 году число членов общества достигало 19 тыс. человек.
В настоящее время отделения Русского географического общества есть во всех 89 субъектах Российской Федерации. РГО насчитывает более 27 800 членов в России и за рубежом. Крупнейшими региональными отделениями РГО являются Санкт-Петербургское, Московское и Краснодарское.

## Штаб-квартира в Санкт-Петербурге
В 1846 — 1862 годах РГО располагалось в доме И.И. Пущина на набережной Мойки, а в 1862 — 1908 годах в доме 6-й гимназии на Фонтанке у Чернышова моста (Мост Ломоносова).
Построенное в 1907—1908 годах по проекту архитектора Г. В. Барановского специально для Русского географического общества здание ни разу с 1908 года не меняло хозяев. Штаб-квартира общества не закрывалась ни на один день даже в годы блокады. В 2004 году здание было капитально отреставрировано. В настоящее время в штаб-квартире Русского географического общества в Санкт-Петербурге располагаются Научная библиотека, Научный архив, Картографический фонд, Музей и Лекторий имени Ю. М. Шокальского.
Здание расположено по адресу переулок Гривцова, дом 10. Является объектом культурного наследия, памятником градостроительства и архитектуры федерального значения, включено в Единый государственный реестр объектов культурного наследия (памятников истории и культуры) народов Российской Федерации.

## Штаб-квартира в Москве
Открытие Штаб-квартиры РГО в Москве состоялось в 2013 году, в историческом здании XIX века доходного дома Московского купеческого общества (Новая площадь, дом 10, строение 2)

## Музейно-выставочный комплекс «Константиновская батарея» в Севастополе
Русское географическое общество  в 2015—2017 годах участвовало в реставрации музейно-выставочного комплекса "Константиновская батарея" в Севастополе.

## Центр подводных исследований
В 2015 году Русское географическое общество и Национальный центр подводных исследований (НЦПИ) основали совместное учреждение — Центр подводных исследований (ЦПИ). Организация специализируется на поиске и изучении находящихся под водой объектов природного и культурно-исторического наследия. Кроме этого, РГО участвует в совместных проектах с другими организациями.
В 2013 году РГО и ЦПИ организовали экспедицю по обследованию парусно-винтового фрегата «Олег». Подводная экспедиция Поклон кораблям Великой Победы обследовала линкор «Лефорт». В 2014 году был обнаружен германский торговый корабль «Архангел Рафаил», затонувший в 1724 году.
В 2020 году Центр подводных исследований РГО участвует в изучении и идентификации найденного на дне Чёрного моря теплохода «Армения», затопленного немецкой авиацией в 1941 году. Водолазы подняли артефакты с бортов немецкого миноносца Т-31 и советского тральщика ТЩ-45, затонувших в Финском заливе в июне 1944 года. C 2021 года РГО участвует в экспедициях в Финском заливе, где обнаружены многочисленные корабли погибшие на минных заграждениях при Таллинском переходе.
В 2017 году специалисты ЦПИ РГО в Финском заливе исследовали линейный корабль «Портсмут» – один из первых линкоров российского флота, севший на отмель и затонувший в 1719 году у Кронштадта. Летом 2024 года Экспедиционным центром Минобороны РФ с корабля были подняты 18 артиллерийских орудий XVIII века – это были как русские пушки с вензелями Петра I, так и трофейные шведские пушки, захваченные моряками в Эзельскиом сражении. После реставрации пушки будут переданы в Музей истории Кронштадта.

## Почётные звания и награды общества
Система награждений РГО включает в себя ряд медалей разного достоинства (большие золотые медали, именные золотые медали, малые золотые, серебряные и бронзовые медали); различные премии; почётные отзывы и дипломы. В период с 1930 по 1945 годы награждения не проводились.
В императорский период почётными членами общества избирались члены иностранных королевских фамилий (например, личный друг П. П. Семёнова-Тян-Шанского бельгийский король Леопольд II, Турецкий султан Абдул Гамид II, британский принц Альберт), известные иностранные исследователи и географы (барон Фердинанд фон Рихтгофен, Руаль Амудсен, Фритьоф Нансен и др.).

## Научная библиотека РГО
В 1845 году, одновременно с Русским географическим обществом, создаётся и его библиотека. Начало книжной коллекции положили книги, пожертвованные членами Общества и лично присланные авторами. Комплектование фонда предусматривало покупку книг и обмен изданиями с российскими и зарубежными научными учреждениями. Создание и деятельность подобной библиотеки имеет большое культурное значение для России. Понимая это, спустя четыре года после основания, руководство Общества поручает первые работы по приведению библиотеки в порядок Петру Семёнову (впоследствии — Семёнову-Тян-Шанскому, известнейшему русскому географу и государственному деятелю).
Фонд Библиотеки РГО (490 000 экз.) включает издания по всему спектру географических наук и сопредельных дисциплин — от физической географии до медицинской географии и географии искусства. Иностранные издания составляют значительную часть фонда, что подчёркивает научный характер библиотеки.
В составе фонда редкой книги XVI—XVIII вв. имеются издания Rossica (сообщения иностранцев о России), издания эпохи Петра I, классические описания путешествий и открытий.
Картографическая коллекция, насчитывающая 42 000 экземпляров, содержит редкие и единичные экземпляры рукописных карт и атласов.
Богатейший справочный фонд представлен энциклопедиями, словарями, путеводителями, библиографическими изданиями.
Фонд изданий РГО содержал экземпляры всех изданий, вышедших в свет под грифом «Русское географическое общество». Отсутствие финансирования у региональных отделений в 1990-е годы эту традицию нарушило. Сегодня фонд изданий РГО уже не может характеризоваться максимальной полнотой.
В состав фонда входят книги из личных библиотек членов РГО, стоявших у его истоков — великого князя Константина Николаевича, Семёнова-Тян-Шанского и других выдающихся российских географов — Шокальского, Павловского, Шнитникова, Кондратьева.
С 1938 года и по сегодняшний день в приобретении изданий для Библиотеки РГО участвует Библиотека Российской академии наук (БАН). С середины XX века библиотека РГО на протяжении нескольких десятилетий являлась отделом БАН.
История Библиотеки РГО неотделима от истории России. В годы гражданской войны Библиотека Общества являлась своеобразным «клубом» географов Петрограда. Во время Великой Отечественной войны библиотека не предназначалась для эвакуации из блокированного Ленинграда, предоставляя свои фонды бойцам и командирам Советской Армии даже по ночам, когда освобождалось время для изучения литературы. Материалы по гидрометеорологическому режиму Ладожского озера были использованы для прокладки «Дороги жизни».
Уникальность фонда Библиотеки РГО подчёркивают книги, надписанные известными путешественниками и исследователями 2-й половины XX века — Т. Хейердалом, Ю. Сенкевичем, советскими космонавтами, Л. Гумилёвым.
Неизменной задачей Библиотеки является информационное обеспечение профессиональной и общественной деятельности членов РГО и сотрудников академических учреждений России.

#### Руководители библиотеки
1. Головнин Александр Васильевич (1845—1849)
2. А. И. Шварц (1848—1849)
3. Александр Карлович Гирс (1849—1851)
4. Пётр Петрович Семёнов-Тян-Шанский (1849—1851)
5. Евгений Иванович Ламанский (1851—1856)
6. Виктор Яковлевич Фукс (1856—1857)
7. М. И. Богомолов (1858)
8. Лаврентий Мариевич Броссе (1862—1871)
9. Пётр Андреевич Гильтебрандт (1873—1876)
10. Евгений Петрович Мельгунов (1876—1877)
11. Владимир Феоктистович Леонтьев (1877)
12. Фёдор Ильич Люценский (1876—1878)
13. Пётр Владимирович Охочинский, Константин Сергеевич Мережковский (1878—1879)
14. Юлий Вильгельмович Бруннеман (1879—1899)
15. Владимир Владимирович Ламанский (1900—1902)
16. Николай Николаевич Щукин (1903—1907)
17. Николай Иванович Веселовский (1906—1908)
18. Елизавета Васильевна Разумовская (1908—1913)
19. Илья Петрович Мурзин (1908—1939)
20. Алексей Григорьевич Грумм-Гржимайло (1939—1941)
21. Евгений Евгеньевич Святловский (1941—1942)
22. Зоя Алексеевна Ромишовская (1942—1945)
23. Алексей Григорьевич Грумм-Гржимайло (1946—1951)
24. А. Н. Заплатина (1951—1952)
25. Таисия Александровна Ситникова (1952—1954)
26. Зинаида Фёдоровна Крюкова (1954—1955)
27. Нина Михайловна Лошкомоева (1955—1998)
28. Галина Игоревна Лепёхина (1998—2000)
29. Нина Михайловна Лошкомоева (2000—2001)
30. Светлана Евгеньевна Савина (2001—2012)
31. Светлана Дмитриевна Мангутова (2012—2019)
32. Наталья Юрьевна Лукьянова (2019 — наст. время)

## Издания РГО
- Известия Русского географического общества — старейший российский географический научный журнал, издающийся Обществом с 1865 года. Выходит очень небольшим тиражом (около 130 экз.), известен главным образом специалистам. Редакция в Санкт-Петербурге.
- Вопросы географии — серия научных тематических сборников по географии, издающийся с 1946 года. К 2016 году вышло в свет более 140 сборников по всем отраслям географической науки.
- Лёд и снег — научный журнал, освещающий вопросы гляциологии и криолитологии.
- Geography, Environment, Sustainability[50]

В настоящее время к числу изданий РГО относится научно-популярный журнал «Вокруг света», издающийся с 1861 года, редакция в Москве, а членом Свердловского отделения Общества является молодёжный просветительский журнал «Уральский следопыт» выходящий в Екатеринбурге.

## Научный архив РГО
Одновременно с основанием Общества (1845 год) начал формироваться Научный архив — старейший и единственный в стране специально географический архив. Первые рукописи, поступившие в архив, были частными дарственными приношениями. Несколько позже архив стал систематически пополняться личными фондами членов Русского географического общества.
Особенно много рукописей было получено от членов Общества, любителей географии из широких масс сельской интеллигенции: учителей, врачей, духовенства в ответ на этнографическую программу Общества, изданную в 1848 году и разосланную в количестве семи тысяч экземпляров во все уголки России. Программа включала шесть разделов: относительно наружности, о языке, о домашнем быте, об особенностях общественного быта, об умственных и нравственных способностях и образовании, о народных преданиях и памятниках.
Из большого числа программ, разработанных Отделением этнографии, следует указать некоторые, оказавшие заметное влияние на пополнение рукописей архива, это: «Программа для собирания сведений о народных суевериях и поверьях в Южной России» (1866 г.), «Программа для собирания народных юридических обычаев» (1877 г.), «Программа для собирания сведений о свадебных обрядах у великороссов и инородцев Восточной России» (1858 г.). Рукописи распределены по губерниям. Особо выделены коллекции Кавказа, Среднеазиатской России, Сибири, Прибалтийского края, Белоруссии, Польши, Финляндии. Выделены рукописи целых групп народностей — славян (восточных, западных, южных), народностей Среднеазиатской России, Сибири, Европейской России. Материалы, относящиеся к зарубежным странам, систематизированы по частям света: Европа, Азия, Африка, Америка, Австралия и Океания.
Всего в архиве 115 этнографических коллекций — это более 13000 единиц хранения.
Среди документальных материалов архива выделяются по богатству и разнообразию фонд канцелярии Русского географического общества, насчитывающий более 5000 единиц хранения. Это рукописи по организации и созданию Общества, материалы по научно-организационной деятельности, материалы по организации многочисленных экспедиций, снаряжённых Обществом, переписка по международным связям Общества и так далее.
Уникальным собранием документов являются личные фонды великих русских географов и путешественников: П. П. Семёнова-Тян-Шанского, Н. М. Пржевальского, Н. Н. Миклухо-Маклая, П. К. Козлова, Г. Е. Грумм-Гржимайло, А. И. Воейкова, Л. С. Берга, В. Л. Комарова, В. А. Обручева, Н. И. Вавилова, Ю. М. Шокальского, Б. А. Вилькицкого и других. Будучи крупными учёными и путешественниками, они оставили интереснейшие описания природных условий, экономики, быта, народного творчества посещённых мест. Например, личный фонд Н. М. Пржевальского — 766 единиц хранения, среди них рукописи и полевые дневники всех пяти путешествий в Центральную Азию.
В настоящее время в архиве Общества 144 личных фондов — это более 50 000 единиц хранения.
Богат и разнообразен фотоархив, который насчитывает более 3000 единиц хранения.
Это фотоснимки по экспедиционным исследованиям, фотографические ландшафты, типы населения, бытовые сюжеты, виды городов и селений и так далее. Фотографии Переселенческого Управления.
Особо выделена коллекция рисунков — 227 единиц хранения.
Как исторические реликвии в архиве хранятся медали — это 120 единиц хранения.
В архиве хранятся 98 предметов, которые представляют историческую ценность — это предметы буддийского культа, уникальные вазы из бронзы и фарфора японской и китайской работы и так далее.
Архив Русского географического общества стал научным отделом; его материалы изучают представители самых различных специальностей.
Архив Общества участвует в различных международных выставках, ведёт издательскую деятельность. Сотрудники архива подбирают документы для документальных и художественных фильмов, консультируют режиссёров и авторов сценариев.
Руководители Научного архива РГО
Значительный вклад в развитие научного архива Географического общества внёс Е. И. Глейбер, который заведовал им с 1936 по 1942 год. Во время блокады Ленинграда, 14 января 1942 года он умер от истощения в помещении архива.
- После смерти Е. И. Глейбера заведующей архива была назначена Б. А. Вальская.
- После Б. А. Вальской архив возглавляла на протяжении нескольких десятилетий Т. П. Матвеева.
- 1995 — настоящее время — Мария Фёдоровна Матвеева.

## Музей РГО
В 1860 году академик К. М. Бэр возглавил комиссию для научного подбора экспонатов, которые должны были войти в фонд музея Императорского Русского географического общества. Но только через 100 лет, в 1970 году, V съезд ГО СССР принял Постановление об организации музея, одобренное и профинансированное Музейным Советом при Президиуме Академии наук СССР. Музей Географического общества СССР был включён в список музеев АН СССР.
Музей был открыт 9 декабря 1986 года, в нём нашла своё отражение богатая и яркая история деятельности РГО.
Экспозиция музея наглядно показывала подлинные документы и экспонаты, картины и старинные фолианты, которые вызывают искренний интерес посетителей этого камерного и очень уютного уголка здания.
При строительстве дома РГО не было предусмотрено залов для музея, но интерьеры самого здания — вестибюль, лестница, библиотека, архив, кабинеты и актовые залы — представляют собой музейные помещения, в одном из которых и разместился Музей.
Небольшой по площади, но объёмный по документальному наполнению музей не стал выставкой документов или «иконостасом» портретов. Художественными приёмами оформлен плоскостной материал в витринах, не монотонно, но живо и интересно. Ведь объёмные экспонаты ещё в 1891 году ИРГО были переданы в музеи Петербурга: Эрмитаж, Русский музей, Ботанический и Зоологический музеи, музей Горного института (за неимением площади для их размещения в ИРГО).
В экспозиции множество исторических фотографий, писем и карт известных исследователей-путешественников: А. И. Воейкова, Н. М. Книповича, Р. Е. Кольса, Г. Я. Седова, И. В. Мушкетова, С. С. Неуструева, В. К. Арсеньева, Б. П. Орлова, Ю. М. Шокальского, И. Д. Папанина, С. В. Калесника, А. Ф. Трёшникова. Но есть и объёмные предметы. Среди материалов В. А. Обручева представлены симпатичные мелочи полевой аптечки, старинная готовальня, курительная трубка. Рядом с дневником, ведённым во время экспедиции на Памир в 1885—1886 годах, написанным удивительным почерком Г. Е. Грумм-Гржимайло, барометр и коробочка для перьев; прекрасно сохранившиеся рисунки бабочек, которых он коллекционировал совместно с великим князем Николаем Михайловичем (впоследствии председателем ИРГО). Тут же «переписка» этих увлекающихся энтомологией исследователей. А рядом «визитная карточка» великого князя Николая Михайловича Романова — председателя ИРГО, с его просьбой о снятии с себя полномочий председателя ИРГО в связи со сменой власти в стране.
Монголо-Сычуаньская экспедиция П. К. Козлова 1907—1909 гг. была представлена фрагментом танки (буддийская икона), найденным при раскопках города Хара-Хото в Монголии, и бронзовым ритуальным колокольчиком, звон которого должен «призывать внимание Бога».
Оригинальная табакерка и мешочек для перемалывания нюхательного табака привлекали внимание не только принадлежностью деду Ф. П. Литке, но и тем, что табакерка сделана из вулканической лавы и на её крышечке — знак екатерининской эпохи, а мешочек — своеобразный «механизм» XVII века.
В витринах была большая коллекция памятных медалей Географических общества мира; коллекция орудий лова морских животных с островов Берингова моря и Полинезии (экспедиция 1826—1829 годов Ф. П. Литке); коллекция археологических раскопок Мангазейского городища (историко-географическая экспедиция М. И. Белова 1959 года).
Среди экспонатов были личные вещи Н. М. Пржевальского, личный секретер-шкатулка И. Ф. Крузенштерна, нарядные каминные часы одного из участников антарктической экспедиции Беллинсгаузена-Лазарева (1819—1821 годов), личные вещи П. П. Семёнова-Тян-Шанского и прекрасное его издание «Живописная Россия»; каретные часы начала XIX века члена-учредителя ИРГО П. И. Кёппена. Кроме того, в экспозиции находилось огромное количество оригинальных рисунков из этнографических коллекций Общества.
Можно сказать, что Музей являлся визитной карточкой истории деятельности Русского географического общества.
В 2009 году в связи с ремонтом здания РГО экспозиции музея были демонтированы. Экспонаты в упакованном виде хранятся в здании РГО.
Руководители музея РГО
Всё время работы музея его бессменным заведующим, до своей смерти, была:
- 1986—2010 Л. И. Ярукова

Ныне куратором музейных фондов РГО является вице-президент РГО К. В. Чистяков.

## Лекторий РГО имени Ю. М. Шокальского
Лекторий имени Ю. М. Шокальского был открыт 10 ноября 1938 года.
Уже за 1940 год было прочитано 122 лекции и лекторий посетило 30700 слушателей.
В 1941 году читали лекции в частях Ленинградского фронта. В землянках, на кораблях, в окопах, в госпиталях было прочитано около 2000 лекций.

17 января 1946 года возобновилась деятельность Лектория в здании ГО.
К 1963 году работало 82 лектора, среди них 12 докторов наук, 40 кандидатов наук. За год прочитано 252 лекции из них 180 — выездных, лекции посетили 22476 слушателей.
В 1967 году лекторий посетили уже более миллиона слушателей, прочитано более 10 тысяч лекций, было налажено издание брошюр с текстами лекций. К 70-летнему юбилею Лектория было награждено Почётными грамотами около 70 лекторов.
Руководители лектория
- 1967—1973 — В. А. Печёнкин
- 1973—1974 — Ю. А. Нечаев
- 1975—1983 — В. А. Соколов
- 1983—1988 — А. О. Бринкен
- 1988—1988 — К. В. Петухов
- 1989—1989 — И. А. Васильева
- 1990—1991 — Н. М. Межевич
- 1991—1993 — О. Б. Сциборский
- 1993—2008 — М. А. Рейхберг
- 2008—20?? — Л. А. Соловьёва
- 20?? — 2018 — С. К. Кужугет
- 2018 — наст. время Т. Г. Николаева

## Филателия и филокартия
| Год выпуска | Тип            | Название                                                                                    | Номинал    | Тираж    | Изображение |
| ----------- | -------------- | ------------------------------------------------------------------------------------------- | ---------- | -------- | ----------- |
| 1947        | Почтовая марка | Сто лет Географического общества СССР. Знаменитый русский мореплаватель Ф. П. Литке         | 20 копеек  |          |             |
| 1947        | Почтовая марка | Сто лет Географического общества СССР. Знаменитый русский мореплаватель Ф. П. Литке         | 20 копеек  |          |             |
| 1947        | Почтовая марка | Сто лет Географического общества СССР. Знаменитый русский путешественник Н. М. Пржевальский | 60 копеек  |          |             |
| 1947        | Почтовая марка | Сто лет Географического общества СССР. Знаменитый русский путешественник Н. М. Пржевальский | 60 копеек  |          |             |
| 1970        | Почтовая марка | 125 лет Географическому обществу СССР                                                       | 6 копеек   |          |             |
| 2015        | Почтовая марка | Русское географическое общество                                                             | 35 рублей  | 12582000 |             |
| 2020        | Почтовый блок  | 175 лет Русскому географическому обществу                                                   | 200 рублей | 35000    |             |

- Художественные конверты
- Маркированный конверт «Штаб-квартира Русского географического общества в Санкт-Петербурге»
- Маркированный конверт «Штаб-квартира Русского географического общества в Москве»
- Маркированный конверт «Севастополь. Музейно-выставочный комплекс Русского географического общества «Константиновская батарея»
- 175 лет Русскому географическому обществу

## Нумизматика
В 2015 году Центральный банк Российской Федерации выпустил юбилейную монету номиналом 5 рублей (тираж 5 млн шт.), а также золотую коллекционную монету номиналом 50 рублей (тираж 1000 шт.) «170 лет Русскому географическому обществу»; 20 июля 2020 года выпущена в обращение серебряная монета номиналом 1 рубль «175-летие Русского географического общества»
| Дата выпуска     | Каталожный номер | Название                                    | Металл  | Номинал   | Тираж   | Аверс | Реверс |
| ---------------- | ---------------- | ------------------------------------------- | ------- | --------- | ------- | ----- | ------ |
| 28 сентября 2015 | 5111-0302        | 170-летие Русского географического общества | серебро | 3 рубля   | 3000    |       |        |
| 28 сентября 2015 | 5216-0107        | 170-летие Русского географического общества | золото  | 50 рублей | 1000    |       |        |
| 28 сентября 2015 | 5712-0029        | 170-летие Русского географического общества | сталь   | 5 рублей  | 5000000 |       |        |
| 20 июля 2020     | 5109-0129        | 175-летие Русского географического общества | серебро | 1 рубль   | 5000    |       |        |

#### История РГО
- Двадцатипятилетие Императорского Русского географического общества, 13 января 1871 года. — СПб., 1872. — III, 260, VIII с.
- Семёнов-Тян-Шанский П.П. Ч. 1, отд. 1—3 // История полувековой деятельности Императорского Русского географического общества 1845—1895: В 3 частях. — СПб.: В тип. В. Безобразова и Комп., 1896. — [XXX], 468 с.
- Семёнов-Тян-Шанский П.П. Ч. 2, отд. 4 // История полувековой деятельности Императорского Русского географического общества 1845—1895: В 3 частях. — СПб.: В тип. В. Безобразова и Комп., 1896. — [XI], 469-979 с.
- Семёнов-Тян-Шанский П.П. Ч. 3, отд. 5. Приложения, указатель и состав Общества // История полувековой деятельности Императорского Русского географического общества 1845—1895: В 3 частях. — СПб.: В тип. В. Безобразова и Комп., 1896. — [VIII], 983-1378, 66 с.
- Берг Л. С. Всесоюзное географическое общество за сто лет. — М.-Л.: Изд-во АН СССР, 1946. — 264 с.
- Бархатова Н. Н. Геологические исследования Русского географического общества (1845—1917 гг.): материалы к истории отечественной геологии. — М.-Л.: Изд-во АН СССР, 1955. — 108 с.
- Географическое общество Союза ССР. 1917—1967 / Авт.-сост.: И. Б. Костриц, Д. М. Пинхенсон; Под ред. чл.-корр. АН СССР С. В. Калесника; Оформление худож. В. И. Примакова. — М.: Мысль, 1968. — 272 с.
- Географическое общество за 125 лет / Отв. ред. С. В. Калесник. — Л.: Ленинградское отд. изд-ва Наука, 1970. — 396 с.
- Агафонов Н. Т., Исаченко А. Г., Лавров С. Б., Мурзаев Э. М., Селиверстов Ю. П. Русское географическое общество. 150 лет / под общ. ред. А. Г. Исаченко. — М.: Прогресс, 1995. — 352 с. — ISBN 5-01-004546-x.
- Очерки деятельности Русского географического общества за 170 лет: 1845—2015. — М.: Исполнительная дирекция Русского географического общества, 2015. — 300 с.
- Географическое общество в годы войны: сборник статей и материалов / Сост. А. И. Глухов, М. Ф. Матвеева, А. А. Сорокин. — М.: АО "Красная Звезда", 2015. — 180 с. — ISBN 978-5-88727-122-4.

#### Отчёты
- Русское географическое общество. Итоги 2010—2020. — [М.]: [Исполнительная дирекция Русского географического общества], [2020]. — 422 с.

#### Списки и справочники
- Состав Императорского Русского географического общества по 1 января 1913 года с дополнениями по 1 октября 1913 года.. — СПб.: Тип. «Строитель», 1913.